# Vivien Brisse
Vivien Brisse (Saint-Étienne, França, 8 d'abril de 1988) és un ciclista francès, especialitzat en la pista, encara que també combina amb la carretera. Del seu palmarès destaca la medalla d'or al Campionat del món de Madison amb Morgan Kneisky.

## Palmarès
- 2009
  -  Campió de França de puntuació
- 2013
  -  Campió del món de madison (amb Morgan Kneisky)
  - 1r als Quatre dies de Grenoble (amb Morgan Kneisky)

### Resultats a laCopa del Món
- 2012-2013
  - 1r a Aguascalientes, en Madison
  - 2a, en Òmnium